# Ilhéu de Vila Franca

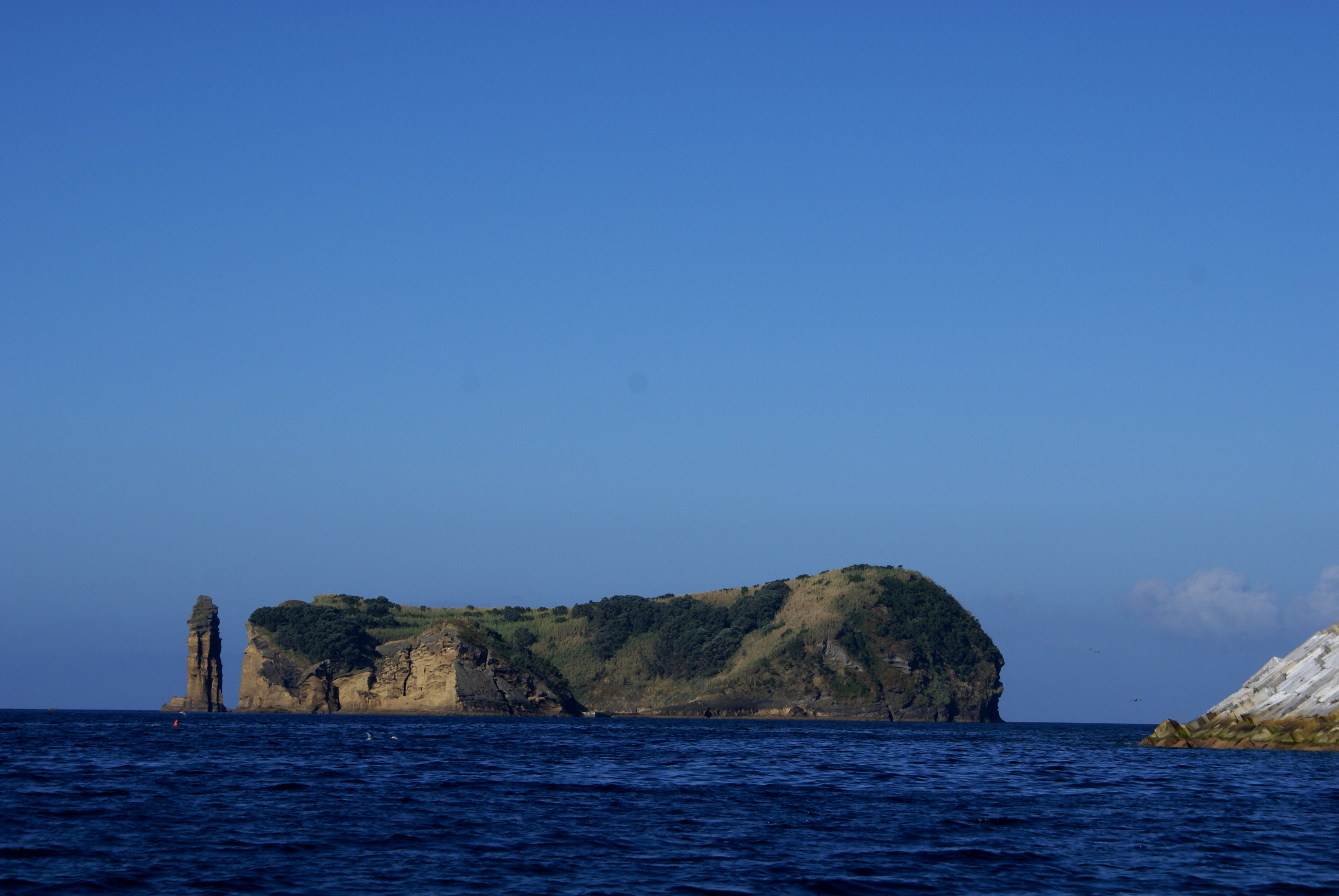
Ilhéu de vila Franca do Campo, vista geral.

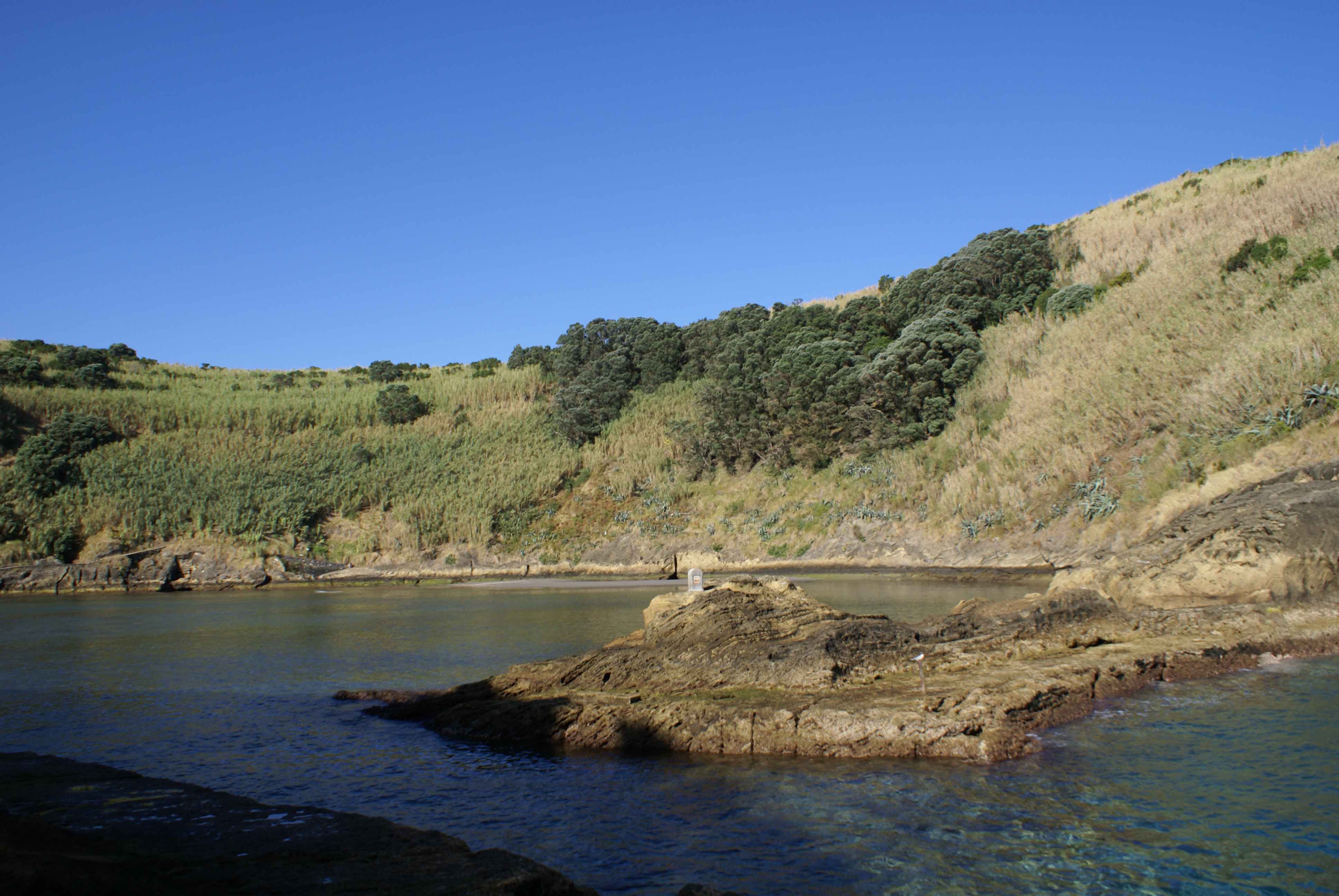
Ilhéu de vila Franca do Campo, lagoa interior.

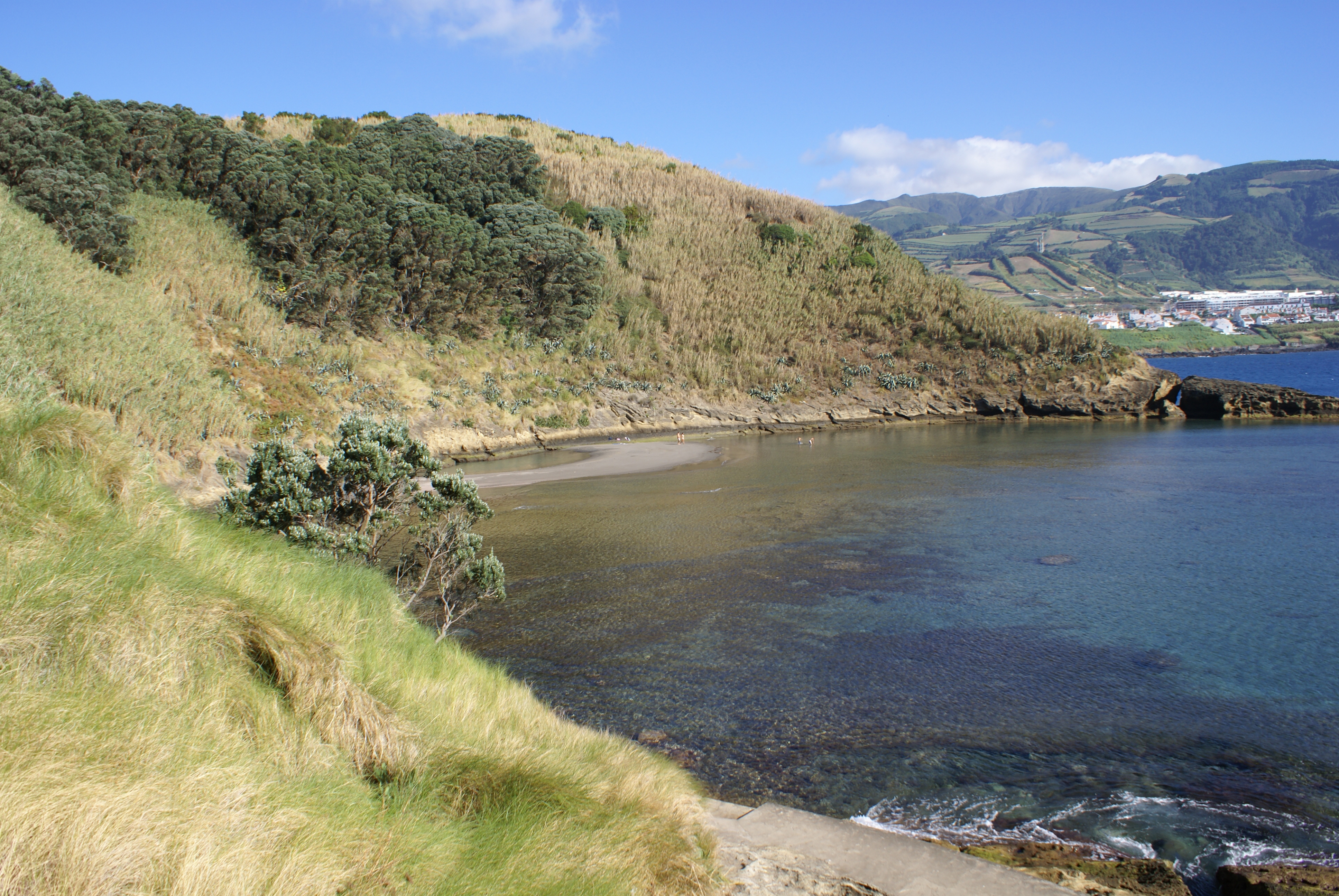
Ilhéu de vila Franca do Campo, lagoa.

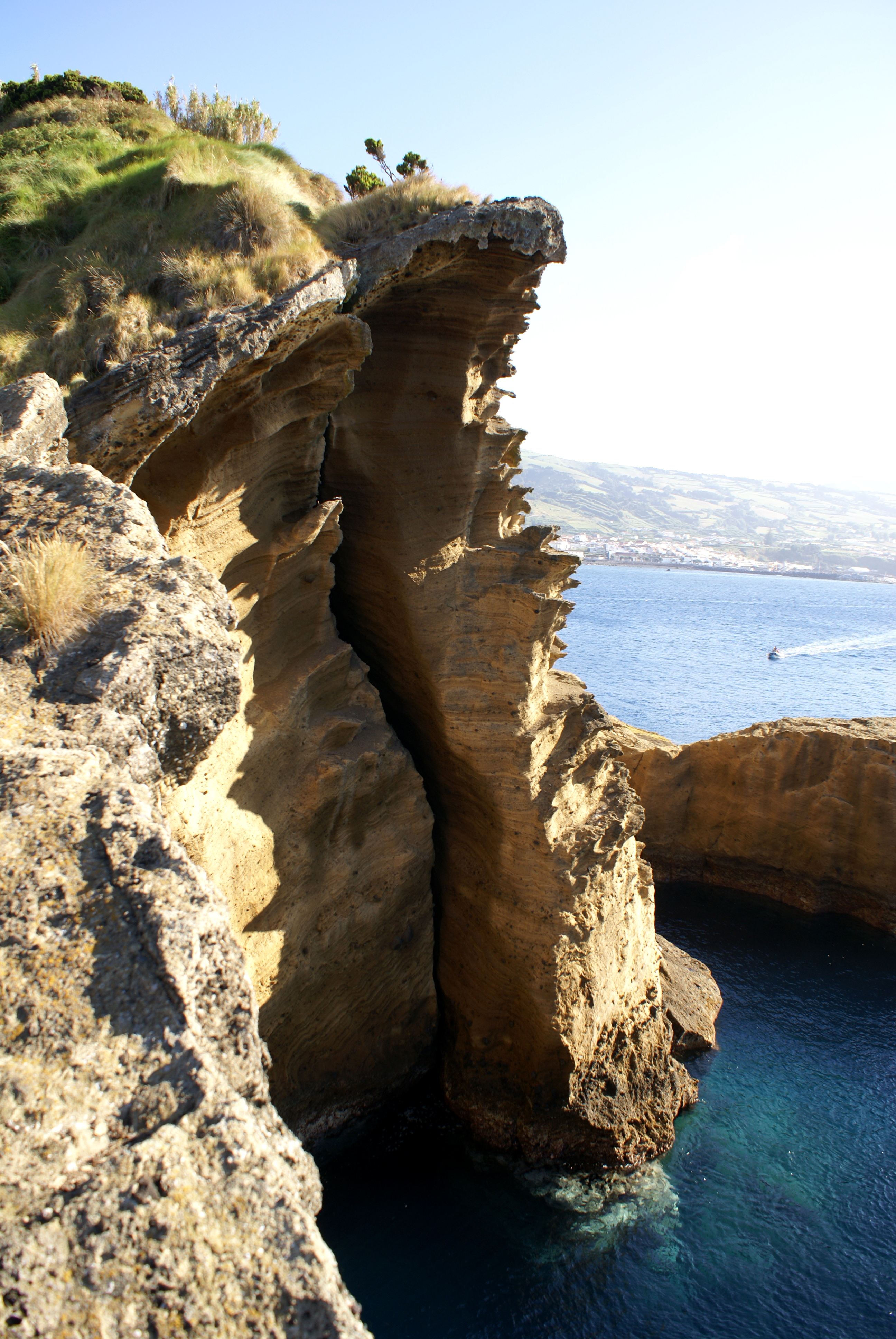
Ilhéu de Vila Franca do Campo, aspetos diversos.

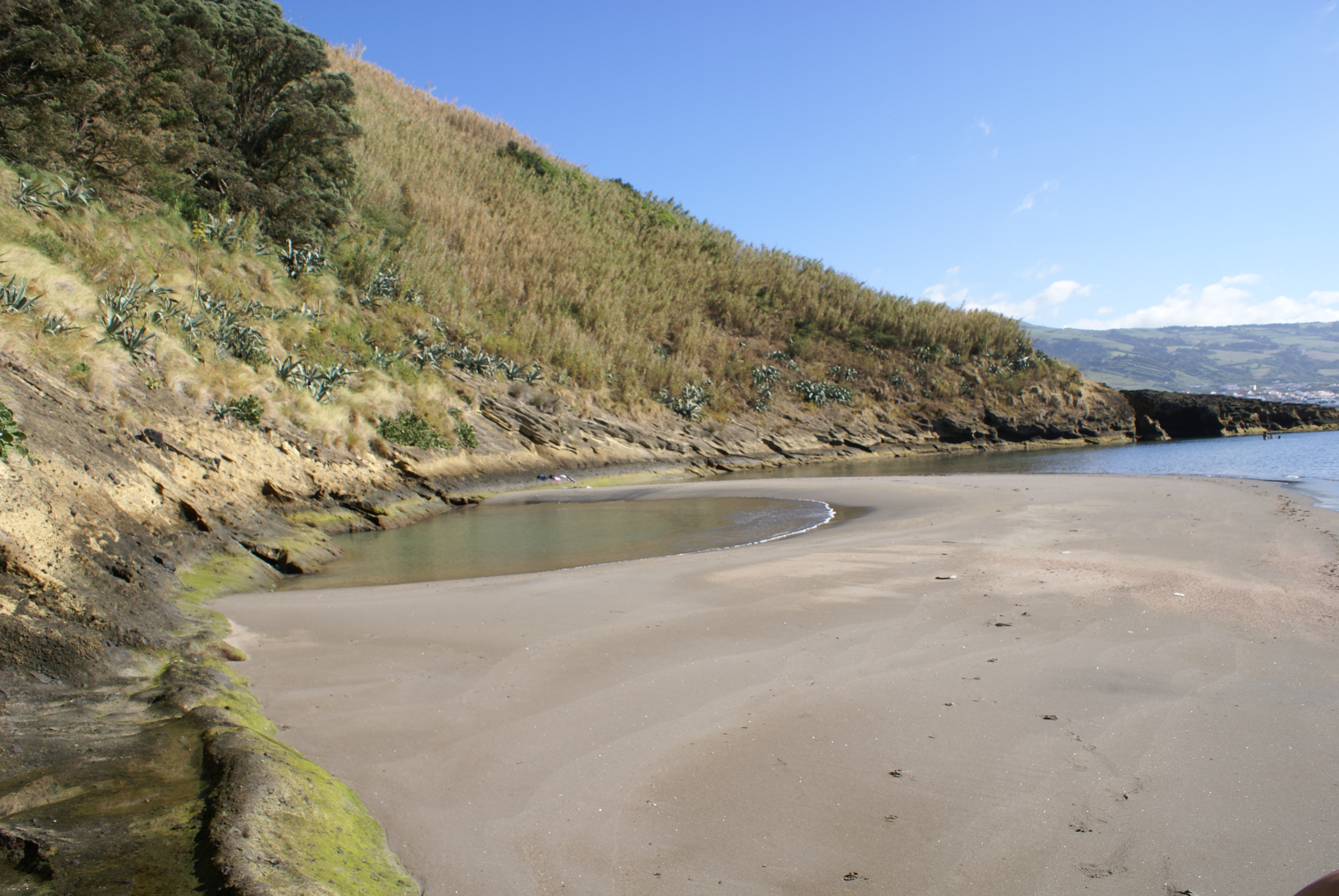
Ilhéu de vila Franca do Campo, praia.

O Ilhéu de Vila Franca localiza-se na ilha de São Miguel, concelho de Vila Franca do Campo, na costa sul da ilha de São Miguel, nos Açores.
Constitui-se numa pequena ilhota vulcânica, distante cerca de 500 metros da costa de Vila Franca, e 1200 metros do cais do Tagarete, no centro da vila. Deste porto existem ligações regulares com o ilhéu durante a época balnear.
Durante séculos foi apontado como sendo o local ideal para a construção de um porto de abrigo, tendo-se, em vários momentos, procedido a estudos e projetos para esse fim, o último dos quais por volta do ano de 1840. A ideia apenas foi definitivamente abandonada com a construção do porto de Ponta Delgada.

## Morfologia
O ilhéu é um cone vulcânico de origem hidromagmática, muito desmantelado pela erosão marinha, pelos movimentos tectónicos e por assentamentos diferenciais. Na sua constituição predominam os tufos palagoníticos muito litificados, em formações caracterizadas por forte fracturação vertical, de que resultam grandes estruturas colunares e algumas cavidades subaquáticas. Apresenta forma semicircular, com uma área total de 95 hectares, dos quais estão emersos 61,6 hectares, com uma abertura por onde o mar penetra livremente na cratera. A cratera, com uma profundidade máxima de 20 metros, forma um círculo quase perfeito com 150 metros de diâmetro. A abertura, designada por Boquete, está voltada a Norte, isto é na direção da costa da ilha, o que impede a entrada da agitação marítima para o interior.
Apesar do solo esquelético, o ilhéu foi objeto de cultivo, subsistindo ainda restos das antigas curraletas de vinha que ocupavam a sua parte alta.

## História

### Da descoberta e ocupação
O povoamento da ilha de São Miguel iniciou-se pela parte sudeste, na chamada "Povoação Velha", e apenas após mais de um ano é que Gonçalo Vaz Botelho, o Grande, e a sua gente, nas palavras do cronista, "correndo a costa para o poente, foram dar ao ilhéu de Vila Franca".  E complementa: "ali defronte saíram em terra e habitaram, a qual semeando e cultivando lhe respondeu com muitas e abundantes novidades". Frutuoso afirma ser ainda ser este "o mais formoso ilhéu que há nas ilhas".
Com relação às lendas que envolviam o ilhéu o cronista regista ainda que, mandando o Infante D. Henrique reconhecer pela segunda vez a ilha de São Miguel, frei Gonçalo Velho "achou primeiro o ilhéu de Vila Franca, onde saiu sem ver a ilha; e fazendo dizer nele missa, sem consagrar nela, por lhe parecer que estava no mar, como em navio, porque era o ilhéu pequeno." E prossegue: "Acabada a missa, começaram por ouvir uns gritos grandes que eles entendiam ser dos demónios, que gritavam e diziam - nossa é esta ilha, nossa é! (...) contudo, desembarcaram e tomaram posse dela, desapossando os demónios."
O primeiro documento histórico relacionado à ilha é a sua carta de dada a João da Grã, cavaleiro da Ordem de Avis, passada a 13 de junho de 1537 pelo 5º capitão do donatário da ilha de São Miguel, D. Manuel da Câmara, "para creação de cabras ou outra qualquer creação e proveito que no dito ilhéu possa melhor fazer'". João da Grã requereu em 1540 ao monarca a confirmação da dada e o privilégio de que ninguém pudesse ir caçar coelhos ao ilhéu, contra a sua vontade e sem a sua prévia autorização.
Logo após o terramoto de 22 de outubro de 1522 - a que o ilhéu sobreviveu sem maiores danos, constituindo-se em refúgio para algumas embarcações -, João III de Portugal, a requerimento do capitão do donatário, mandou examinar o ilhéu para determinar da viabilidade de se construir no seu interior um porto de abrigo, "(...) e lhe apresentaram o plano de que a sua caldeira podia recolher 30 navios, devendo-se rebaixar e alargar o boquete e tapar as fendas que o circundam". Contudo, este projeto não teve execução.
Quando da crise sísmica que assolou Vila Franca de 25 a 28 de junho de 1563, novamente o ilhéu se converteu em refúgio de embarcações e gentes. É ainda o cronista quem refere:
"Muitas pessoas se botavam a nado ao mar, não temendo esse perigo, por evitar o que na terra tinham, acolhendo-se aos barcos e navios ancorados e ao ilhéu, onde já estava muita gente acolhida, e para a cidade."

### A Dinastia Filipina
À época da Dinastia Filipina (1580-1640), após a derrota portuguesa na batalha Naval de Vila Franca (26 de julho de 1582) o alto do ilhéu também foi palco de execuções exemplares, por ordem do marquês de Santa Cruz de Mudela:
"O dia seguinte [2 de agosto de 1582] se viram outras duas forcas no ilhéu, mas por andar o mar alterado não foi possível fazer-se então justiça, e assim ficou até o terceiro dia do mês, que se acabou de fazer a execução dela, enforcando dezoito ou dezenove franceses mancebos bem dispostos. Dizem ser o intento do Marquês em os mandar enforcar no alto do ilhéu, para todos os que passassem ao longo dele e da terra, vendo aquela justiça não usassem semelhantes obras, e temessem outro tal castigo."
Nesse período foram-lhe promovidos trabalhos de beneficiação, visando o antigo projeto de utilizá-lo como ancoradouro. Para esse fim, a entrada para a caldeira interior foi cavada a picão, facilitando o acesso a embarcações de menos de sessenta toneladas, "para passarem ali seguros o tempo das tormentas e do inverno". E complementa: "Agora está ornado com um forte muro que lhe defende por ali a entrada do mar e tem a boca preparada para nele poderem entrar galés.
Cogitou-se ainda a fortificação do mesmo, conforme correspondência de 5 de julho de 1593, do então Governador e Capitão da ilha de São Miguel, Gonçalo Vaz Coutinho, a Filipe II de Espanha, que pleiteava:
"De outra coisa há nesta ilha grandíssima necessidade assim para os navios dela, como e muito mais para os que vem de mar em fora; que é o conserto do ilhéu de Vila Franca, sobre que já os anos passados escrevi a V. M., e será pouco de custo porque eu me atrevo, com três mil cruzados fortificá-lo, e este sem serem da Fazenda de V. M. se não dos dois por cento, porque o sítio do ilhéu é tal que com pouca fábrica é mister: artilharia temos cá; soldados pode ir uma esquadra cada mês revezar-se, e assim os bombardeiros. Só será necessário ordenado para o capitão, escrivão, e dispenseiro e capelão, que dos dois por cento se pode dar. V. M. veja a importância disto que é mui grande, porque será fazer um porto nestas ilhas de natureza é maravilhoso, dentro abrigado a todos os ventos, e fora aos mais, e capaz dentro de navios de até 80 toneladas, e fora de todo o porte."
Poucos anos após essa solicitação, a ilha de São Miguel foi atacada pela armada inglesa sob o comando de Robert Devereux, 2º conde de Essex, no Outono de 1597, na sequência dos ataques às ilhas do Faial e do Pico. Gonçalo Vaz Coutinho dispôs a defesa de terra de Ponta Delgada a São Roque, e da Lagoa a Vila Franca do Campo. Aproximaram-se do ilhéu de Vila Franca dezassete galeões ingleses, a pretexto de fazer aguada. Conforme aquele Governador referiu na sua "História do Sucesso", "foi a tempo que o inimigo vinha com as suas lanchas para terra e vendo-a [a defesa] tanto em ordem, desistiu do intento e se recolheu aos navios com a maior presteza." O mesmo documento relata que aquele governante "salvou quase de suas mãos quatro nossos [navios] que esperavam carga de trigo, mantidos no Ilhéu, porque logo em chegando mandou a ele Manoel de Escovar [(Manuel de Escobar)], capitão de Artilharia da Ilha [de São Miguel], e duas esquadras de soldados, com os quais, e com a gente dos navios guarneceu a boca da caldeira [do ilhéu], atravessando nela algumas âncoras e à mor cautela guarneceu também a faixa de Les-Sueste, com o que o inimigo de todo desesperou fazer presa, ainda que se deixou andar três dias sobre o Ilhéu volta ao mar, volta a terra com a demonstração de o tornar a acometer (...)"
Em 1612 uma postura municipal suspendeu a criação de gado no ilhéu "pelo inconveniente que há de derrubarem a terra que corre por ele abaixo", sob pena do que fosse apreendido e pagamento de vinte cruzados para o acusador.
O ilhéu mudou de mãos em 8 de março de 1616, vendido por Leonor de Abreu, Maria Andrade e João de Grã de Abreu, a Fernão Corrêa de Sousa, por seu bastante procurador, Jordão Jácome Raposo, morador na vila de Nordeste, conforme instrumento lavrado por Baltasar de Abreu, tabelião de Vila Franca.
Ainda nesse período, em 1624 outra postura municipal determinou proceder a colocação de "meurões" (mourões) de cerne, no lado norte, para amarração dos navios, e proibia a baldeação de lastros sob pena do pagamento de dez cruzados para a indispensável limpeza.
Após a restauração da Independência Portuguesa, o Soberano solicitou ao então Governador de São Miguel, Luís Mendes de Vasconcelos, o estudo do antigo projeto de construção de um molhe na caldeira do ilhéu (1654). Para o efeito foi comissionado o padre Lázaro da Costa Lima, que o estimou capaz de abrigar quarenta navios e o custo do projeto em seis mil cruzados. Mais tarde, a governação de Vila Franca do Campo, por carta de 18 de setembro de 1680 representou ao Soberano, insistindo no "conserto" do ilhéu, e, posteriormente ainda, Pedro II de Portugal, em 1691, voltou a determinar o estudo daquele mesmo antigo projeto.

### O século XVIII
Em 1703 o ilhéu passou para a posse do capitão-mor da Ribeira Grande, Pedro da Ponte Raposo, e, em 1708, para a do seu sucessor, Manuel Raposo Correia. Passaria, ainda por sucessão, para o filho deste, António Manuel Raposo e, por morte deste, para a de Francisco Raposo Manuel Correia.
Neste período o padre António Cordeiro, sobre a excelente posição do ilhéu, regista que "serviria também de melhor Fortaleza, como a do Bugio em a entrada do Tejo", acrescentando que, na sua caldeira, cabiam vinte navios.
Com a criação da Capitania Geral dos Açores (1766, e por força do impulso reformador do marquês de Pombal, foram feitos novos estudos para o aproveitamento do Ilhéu, esbarrando uma vez mais a sua execução com a falta de fundos para financiar as obras.
No final do século, uma série de relatórios foram produzidos acerca do aproveitamento do ilhéu, de acordo com o levantamento de Ernesto do Canto.

### Do século XIX aos nossos dias
Nos anos de 1830, graças ao entusiasmo de João António Garcia de Abranches, o projeto foi retomado, sendo fundada uma Companhia do Porto de Abrigo Marítimo no Ilhéu de Vila Franca do Campo, dotada de estatutos com aprovação real de D. Maria II de Portugal. A soberana chegou a oferecer um padrão para ser levantado no ilhéu e uma imagem de Nossa Senhora da Glória para ser colocada numa ermida que ali deveria ser construída.
Estas intenções foram novamente goradas pela falta de fundos e pela realização que os navios da época já eram maiores, o que tornava a caldeira exígua e exigia um grande alargamento do Boquete, e que não era prático ter um porto fora da ilha, já que as cargas teriam forçosamente de ser transportadas por via marítima até ao ilhéu e aí novamente manuseadas.
Data de 28 de fevereiro de 1846 o título da Sentença Civil de Arrematação Voluntária e Perpétua do Ilhéu, pertencentes aos vínculos então administrados por Ildefonso Clímaco Raposo Bicudo Correia e sua esposa Francisca Cândida de Sequeira, da Ribeira Grande, arrematado por Simplício Gago da Câmara, pelo foro anual e perpétuo de cinco mil e cinco réis. A data foi assinalada pelo comprador numa inscrição (hoje danificada), colocada no chamado "Cais das Casinhas", tendo a sua posse se mantido nos herdeiros até aos dias atuais. Entre estes destacaram-se António Botelho da Câmara Velho de Melo Cabral e sua esposa Maria Ana Gago da Câmara Melo Cabral, que ali construíram uma casa de veraneio (1933).
Simplício Gago da Câmara, logo após a aquisição do ilhéu, nele empreendeu plantações de vinha, e construiu, no seu ponto mais elevado, uma vigia de apoio à baleação, nomeadamente o cachalote. No ilhéu eram ainda abatidas, à época, centenas de toninhas.
De acordo com Urbano de Mendonça Dias, em 1924 o ilhéu contava com aproximadamente um moio de terra de semeadura.
Em nossos dias, o mediador António Manuel dos Santos adquiriu o ilhéu por 14.400.000$00 escudos, por escritura de 30 de abril de 1981, visando o seu aproveitamento turístico. Esta aquisição e o seu propósito despertaram a atenção do Governo Regional dos Açores que, visando salvaguardar esse património, ali criou uma reserva natural, pelo Decreto Legislativo Regional 3/83 de 3 de março, publicado no Diário da República nº 10, 1ª série, de 29 de março de 1983.

## Reserva Natural do Ilhéu de Vila Franca
Em 1983, o ilhéu de Vila Franca foi classificado como Reserva Natural pelo Decreto Legislativo Regional n.º 3/83/A, de 3 de Março da Assembleia Legislativa dos Açores. Essa classificação foi alterada, com um considerável alargamento da área marítima protegida e com a introdução de restrições ao uso de parte da área terrestre, pelo Decreto Legislativo Regional n.º 22/2004/A, de 3 de Junho.
A reserva possui uma área terrestre de 5 hectares (que inclui todo o ilhéu) e a zona marítima adjacente, até uma profundidade de 30 metros. Tanto na parte terrestre, como na marinha, visa proteger biótopos de elevada biodiversidade (no interior da cratera o biótopo marinho tem um Índice de Margalef de 8.0) e defender a zona de nidificação do cagarro, uma ave marinha protegida. A sua importância para a nidificação de aves marinhas granjeou-lhe a inclusão na lista "Important Bird Areas", da "BirdLife International", e encontra-se na origem dos trabalhos desenvolvidos para remover flora invasora e repor a flora natural. Esta última foi desenvolvida sob a coordenação da Sociedade Portuguesa para o Estudo das Aves, com financiamento do Governo Regional dos Açores e do Programa LIFE+ da Comissão Europeia, que visa recriar as condições ambientais para a nidificação de aves marinhas.
O número de visitantes está limitado a 400 por dia, limite fixado atendendo ao impacto dos mesmos na geologia, flora e avifauna do local.
O uso balnear daquele espaço foi reordenado, tendo sido instaladas novas infra-estruturas de desembarque e de apoio aos visitantes, incluindo instalações sanitárias e de recolha de resíduos.